# Miltogramma iberica
Miltogramma iberica är en tvåvingeart som beskrevs av Villeneuve 1912. Miltogramma iberica ingår i släktet Miltogramma och familjen köttflugor. Inga underarter finns listade i Catalogue of Life.